# 圣若昂-迪洛里
圣若昂-迪洛里是葡萄牙阿威罗区的一个堂区。总面积10.9平方公里，总人口2152人，人口密度197.4人/平方公里。